# Masticophis
Genre
Masticophis est un genre de serpents de la famille des Colubridae. Les membres de ce genre sont inoffensifs et présentent un corps long et fin caractéristique.

## Taxinomie
Ce genre n'est plus reconnu par Reptile Database qui classe les espèces concernées sous le genre Coluber. L'une d'elles, Masticophis fuliginosus, est par ailleurs considérée comme étant une sous-espèce de Coluber flagellum.

## Liste des espèces
Selon ITIS (3 sept. 2011) :
- Masticophis anthonyi Stejneger, 1901
- Masticophis aurigulus (Cope, 1861)
- Masticophis bilineatus Jan, 1863
- Masticophis flagellum (Shaw, 1802)
- Masticophis fuliginosus (Cope, 1895)
- Masticophis lateralis (Hallowell, 1853)
- Masticophis mentovarius (Duméril, Bibron & Duméril, 1854)
- Masticophis schotti Baird & Girard, 1853
- Masticophis taeniatus (Hallowell, 1852)

## Publication originale
- Baird & Girard, 1853 : « Catalogue of North American Reptiles in the Museum of the Smithsonian Institution. Part 1.-Serpents ». Smithsonian Institution, Washington, p. 1-172 (lire en ligne).